# Eumelos (Maler)
Eumelos (altgriechisch Εὔμηλος) war ein griechischer Maler, der im 2. Jahrhundert tätig war.
Er wird bei Flavius Philostratos als Maler genannt, von dem ein Gemälde einer Helena auf dem Forum Romanum in Rom zu sehen war. Der Maler Aristodemos, der vier Jahre lang Gastfreund bei Philostratos war, soll in ähnlicher Weise gemalt haben.